# Estació de Can Cuiàs
Can Cuiàs és una estació i una de les dues capçaleres de la línia 11 del metro de Barcelona. Està situada sota el barri de Can Cuiàs (Montcada), a la comarca del Vallès Occidental. Es va inaugurar el 2003, amb l'obertura de la línia. Va permetre pal·liar una bona part dels problemes d'aïllament que històricament ha patit el barri de Can Cuiàs.

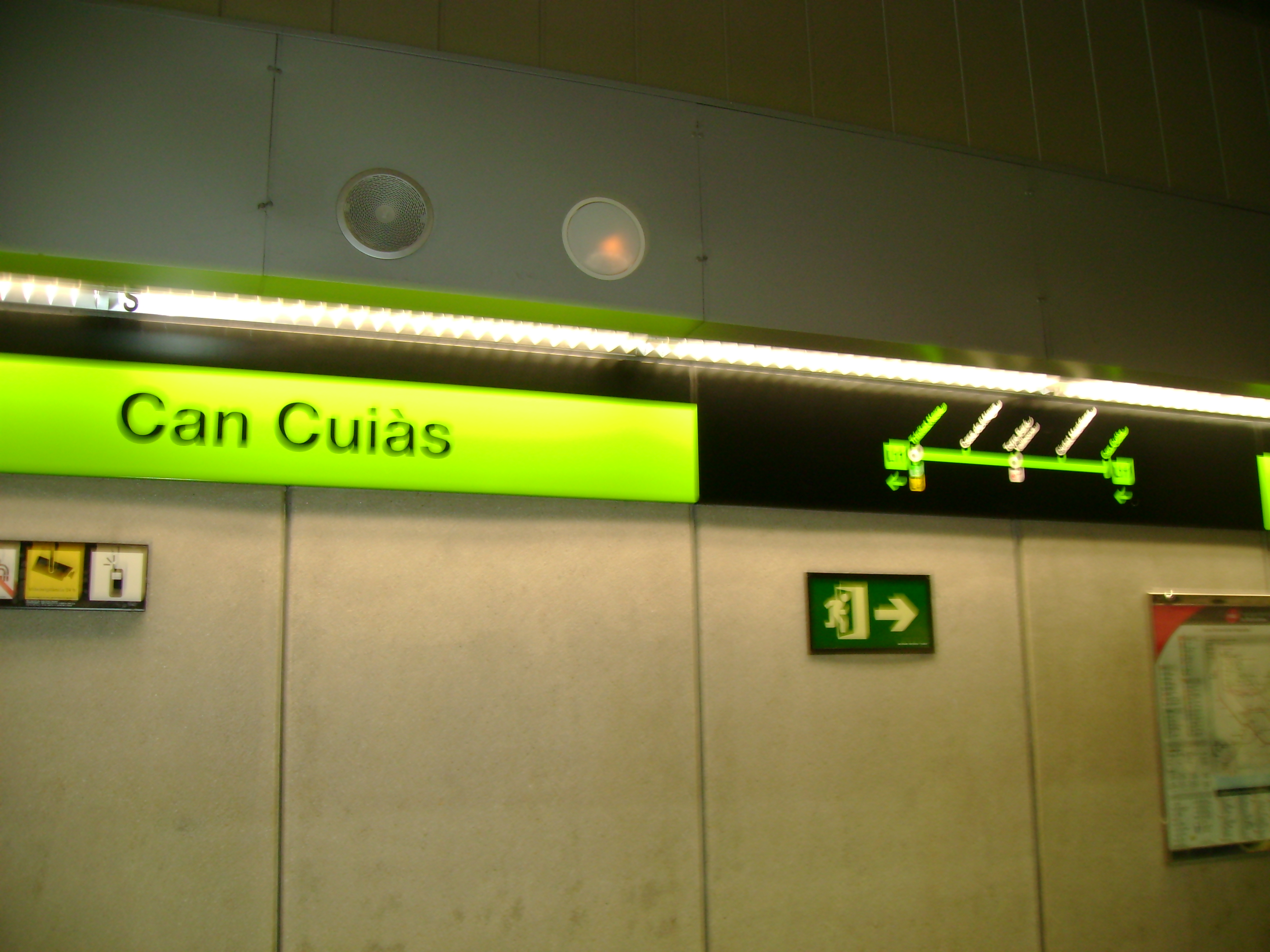
L'interior de l'estació

És una estació de via única amb una segona, no accessible als passatgers per a poder estacionar els trens. Queda una estació terminal, que segons les opcions, podria ser integrat un dia en la línia 4 o ser prolongat cap al Vallès fins al cementiri de Collserola o enllà. L'octubre del 2008 va ser la primera estació de la línia en inaugurar portes automàtiques a l'andana, sincronitzades amb les portes dels vagons, en preparació de transformar la línia per funcionar sense conductor.
Per a la seva decoració es va organitzar un sistema de selecció i gestió integrat, amb presència d'experts i de representants dels veïns. L'obra del grup Turisme Tàctic va ser l'escollida pels veïns entre les propostes dels diferents artistes que van concórrer al concurs per decorar l'estació de Can Cuiàs. Es van instal·lar un seguit de plafons de ceràmica que fan un recorregut per la història de la zona des del Neolític fins a l'actualitat.
Accessos
- Carrer Circumval·lació
- Carrer Tapissers

| Metro de Barcelona     |                  |                                               |          |                        |
| Procedència/Destinació | <                | Línia                                         | >        | Procedència/Destinació |
| Trinitat Nova          | Ciutat Meridiana | Logotip de la Línia 11 del metro de Barcelona | terminal | terminal               |